# Songs By Ricky
Songs By Ricky är Ricky Nelsons fjärde studioalbum, utgivet 1959. Albumet är producerat av Ozzie Nelson, Jimmie Haskell och Ricky Nelson.
Albumet nådde Billboard-listans 22:a plats.

## Låtlista
Singelplacering i Billboard inom parentes. Placering i England=UK 
1. "You'll Never Know What You're Missing" (Baker Knight)
2. "That's All" (Alan Brandt/Bob Haymes)
3. "Just a Little Too Much" (Johnny Burnette)(#9, UK #11)
4. "One Minute to One" (Baker Knight)
5. "Half Breed" (John D. Loudermilk)
6. "You're So Fine" (Dorsey Burnette)
7. "Don't Leave Me" (Dorsey Burnette)
8. "Sweeter Than You" (Baker Knight) (#9, UK #19)
9. "A Long Vacation" (Dorsey Burnette)
10. "So Long" (Don Nelson)
11. "Blood from a Stone" (Johnny Bachelor/Rupert Stephens)
12. "I've Been Thinkin'" (Johnny Burnette)
13. "Just a Little Too Much" (Johnny Burnette) (alternativ version)
14. "Sweeter Than You"  (Baker Knight) (alternativ version)
15. "I've Been Thinkin'" (Johnny Burnette) (alternativ version)

13-15 är bonusspår på CD-utgåvan från 2001, då albumet återutgavs ihop med Ricky Sings Again på en CD.